# Barszczewo (Białoruś)
Barszczewo (biał. Баршчэва, Barszczewa) – wieś na Białorusi, w rejonie kamienieckim obwodu brzeskiego. Miejscowość wchodzi w skład sielsowietu Ratajczyce.
W miejscowości znajdują się parafialna cerkiew prawosławna pw. św. Onufrego z 1840 roku i cmentarz prawosławny z kaplicą pw. św. Apostoła Tomasza.